# B4GALT5
B4GALT5 (англ. Beta-1,4-galactosyltransferase 5) – білок, який кодується однойменним геном, розташованим у людей на короткому плечі 20-ї хромосоми. Довжина поліпептидного ланцюга білка становить 388 амінокислот, а молекулярна маса — 45 119.
| 10         |  | 20         |  | 30         |  | 40         |  | 50         |
| ---------- |  | ---------- |  | ---------- |  | ---------- |  | ---------- |
| MRARRGLLRL |  | PRRSLLAALF |  | FFSLSSSLLY |  | FVYVAPGIVN |  | TYLFMMQAQG |
| ILIRDNVRTI |  | GAQVYEQVLR |  | SAYAKRNSSV |  | NDSDYPLDLN |  | HSETFLQTTT |
| FLPEDFTYFA |  | NHTCPERLPS |  | MKGPIDINMS |  | EIGMDYIHEL |  | FSKDPTIKLG |
| GHWKPSDCMP |  | RWKVAILIPF |  | RNRHEHLPVL |  | FRHLLPMLQR |  | QRLQFAFYVV |
| EQVGTQPFNR |  | AMLFNVGFQE |  | AMKDLDWDCL |  | IFHDVDHIPE |  | SDRNYYGCGQ |
| MPRHFATKLD |  | KYMYLLPYTE |  | FFGGVSGLTV |  | EQFRKINGFP |  | NAFWGWGGED |
| DDLWNRVQNA |  | GYSVSRPEGD |  | TGKYKSIPHH |  | HRGEVQFLGR |  | YALLRKSKER |
| QGLDGLNNLN |  | YFANITYDAL |  | YKNITVNLTP |  | ELAQVNEY   |  |            |

A: Аланін

C: Цистеїн

D: Аспарагінова кислота

E: Глутамінова кислота

F: Фенілаланін

G: Гліцин

H: Гістидин

I: Ізолейцин

K: Лізин

L: Лейцин

M: Метіонін

N: Аспарагін

P: Пролін

Q: Глутамін

R: Аргінін

S: Серин

T: Треонін

V: Валін

W: Триптофан

Кодований геном білок за функціями належить до трансфераз, глікозилтрансфераз. 
Білок має сайт для зв'язування з іонами металів, іоном марганцю. 
Локалізований у мембрані, апараті гольджі.